# 신세계질서 (정치학)
신세계질서(new world order)는 냉전 종료 후의 세계적인 질서이다.
"신세계질서"라는 용어는 세계정치사상의 극적인 변화와 국제관계에서의 힘의 균형을 입증하는 새로운 역사의 시기를 가리킨다. 이 용어에 대한 다양한 해석에도 불구하고, 개별 국가가 해결할 수 있는 능력을 넘어서는 글로벌 문제를 식별, 이해 또는 해결하기 위한 새로운 집단적 노력이라는 의미에서만 주로 세계 거버넌스의 이데올로기적 개념과 관련된다.
"신세계질서" 또는 이와 유사한 용어는 국제 평화에 대한 우드로 윌슨의 비전과 관련하여 제1차 세계 대전이 끝날 무렵 사용되었다. 윌슨은 침략과 분쟁을 방지하기 위해 국제연맹을 촉구했다. 국제연맹은 실패했고, 프랭클린 루즈벨트나 해리 S. 트루먼도 국제 평화와 협력에 대해 공개적으로 말할 때 "신세계질서"라는 표현을 많이 사용하지 않았다. 실제로 루즈벨트가 "신세계질서" 또는 "세계의 신질서"라는 말을 사용한 경우는 추축국의 세계 지배 계획을 가리키는 것이었다. 트루먼 연설에는 "더 나은 세계질서", "평화로운 세계질서", "도덕적 세계질서", "법에 기초한 세계질서"와 같은 문구가 있지만 "신세계질서"는 그다지 많지 않는다. 루즈벨트와 트루먼은 이 용어를 사용하는 것을 주저했을지 모르지만, 평론가들은 이 용어를 유엔과 브레턴우즈 체제를 포함한 제2차 세계 대전 승전국들이 내린 명령에 소급하여 "신세계질서"로 적용했다.
근세라는 용어의 가장 널리 논의된 적용은 냉전이 끝났을 때였다. 미하일 고르바초프(Mikhail Gorbachev) 대통령과 조지 H. W. 부시(George H. W. Bush) 대통령은 탈냉전 시대의 본질과 그들이 실현하기를 바라는 강대국 협력의 정신을 정의하기 위해 이 용어를 사용했다. 고르바초프의 초기 공식은 광범위하고 이상주의적이었지만, 소련 체제의 내부 위기로 인해 이를 추진할 수 있는 그의 능력은 심각하게 제한되었다. 이에 비해 부시의 비전은 그다지 제한적이지 않았다. 그러나 미국의 새로운 단극적 지위를 감안할 때 "미국의 리더십을 대체할 수 있는 것은 없다"는 부시의 비전은 현실적이었다. 1991년의 걸프전은 새로운 세계질서의 첫 시험으로 여겨졌다: "이제 우리는 새로운 세계가 시야에 들어오는 것을 볼 수 있다. 걸프전은 이 새로운 세계를 첫 시험대에 올려놓았다."

## 같이 보기
- 반세계화 운동
- 세계화의 비판
- 국제 경찰
- 세계화
- 패권
- 제국주의
- 신질서 (나치즘)
- 신세계질서 (음모론)
- 노부스 오르도 세클로룸
- 세계정부